# Grzebień (architektura)
Grzebień – poziome zwieńczenie kalenicy lub okapu dachu, a także części budynku lub budowli, składające się zazwyczaj z powtarzających się sterczyn jednego typu lub z zastosowanych naprzemiennie dwóch lub kilku typów sterczyn.
Grzebień był stosowany w celach dekoracyjnych, przesłaniając częściowo lub całkowicie dach, szczególnie w budownictwie drewnianym. Stosowano go najczęściej w architekturze gotyku i renesansu (attyka).